# أولاد البوعزاوي
أولاد البوعزاوي هي مجموعة غنائية مغربية متكونة من أربعة إخوة متخصصة في الفن الشعبي المغربي المعروف بالعيطة.

## أعضاء الفرقة
- خالد البوعزاوي : عميد الفرقة مغني وعازف[5]
- صلاح البوعزاوي : مغني وعازف
- هشام خالد : مغني وعازف
- رضوان البوعزاوي : مغني وعازف

## أغاني
- اللي بغى حبيبو
- خربوشة
- الغزال
- رجانا في العالي
- ركوب الخيل[6]